# شمشیربال خمیده‌بال
شمشیربال خمیده‌بال (نام علمی: Campylopterus curvipennis) نام یک گونه از تیره مگس‌مرغ است.
زیستگاه این پرنده خلیج مکزیک است از تامائولیپاس تا اوآخاکا. زیستگاه طبیعی این گونه، جنگل های نمناک گرمسیری و نیمه گرمسیری است.